# Barthélémy de La Rivière
Pour les articles homonymes, voir La Rivière.
Barthélémy de La Rivière est un prélat français, évêque de Bayonne.

## Biographie
Il est évêque de Bayonne de 1382 à 1392.